# Akito Fukuta
Akito Fukuta (福田 晃斗 Fukuta Akito?), född 1 maj 1992 i Mie prefektur, är en japansk fotbollsspelare.
Fukuta började sin karriär 2013 i Sagan Tosu. Han spelade 113 ligamatcher för klubben. 2020 flyttade han till Shonan Bellmare.